# 提言の広場
『提言の広場』（ていげんのひろば）は、山形経済同友会が企画・提供し、山形テレビ（YTS）で放送されている経済報道番組。1971年10月10日放送開始。
山形テレビの開局以来続く、長寿ローカル番組の一つである。番組タイトルの通り、これからの山形と東北・日本・世界の経済を中心とした社会全般について提言する。同局では当番組を「青少年に見てもらいたい番組」に選定している。

## 内容
山形テレビ開局翌年の1971年6月に設立された山形経済同友会の発信の場として山形テレビと同友会が協力し、県内の社会問題・経済・文化・スポーツなど様々な地域の課題について同友会会員とゲストが討論を展開する。
討論のテーマについては同友会の番組担当者と山形テレビのディレクターによる検討委員会を3ヶ月に一度の頻度で開き検討し、同友会からは大まかなテーマが与えられディレクターに具体的な構成を委ねる形とし、またゲストは基本的に3名出演させるが家庭の都合等で収録当日に欠席となる場合もあり後日撮影したコメントVTRを挿入する場合もある。
年末年始の特別編成時にも休止を行わず、2020年1月25日に放送2500回を達成した。
なお、同同友会では、この番組と並行して、「地域づくりのやまがた景観賞」（旧・「美しい街並み賞」→「やまがた景観デザイン賞」→「時代につなぐ やまがた景観賞」）というイベントを展開している。

## 司会
※明記されている氏名は、すべて担当当時山形テレビアナウンサー。

### 現在
- 熊谷瞳（2012年4月7日 - ）

### 過去
- 古池一子
- 田岡明
- 天池眞樹
- 山田基行
- 工藤敦子
- 高山ひでみ
- 吉田香代子
- 鈴木千尋（ - 2012年3月31日）

## 放送時間の変遷
- 日曜 10:30 - 11:00（1971年10月10日 - 1978年9月24日）
  - 第1回目のテーマは山形県庁舎の移転問題だった[1]。
- 日曜 9:30 - 10:00（1978年10月1日 - 1990年3月25日）
  - 1989年1月8日放送分は前日の昭和天皇崩御による関連報道特別番組放送のため放送中止となり、翌週1月15日に繰り下げ放送された。
- 日曜 9:00 - 9:30（1990年4月1日 - 1993年3月28日）
  - 『FNSの日』を編成していた当時は、土曜日の昼に振替放送された。
- 日曜 8:00 - 8:30（1993年4月4日 - 2009年3月29日）
  - テレビ朝日系列の特番の編成（全米オープンゴルフ・全日本大学駅伝など）と重なる場合は、土曜日の朝か夕方、または日曜の早朝に代替放送された（放送休止になることは滅多になかった）。2006年12月31日の放送分については、2007年1月2日に振替放送され、2007年12月30日放送分は、同年12月29日に代替放送された。
  - 本来のこの時間のネット番組である『メタルヒーローシリーズ』（1999年1月まで）、『燃えろ!!ロボコン』（1999年1月から2000年1月まで）、『平成仮面ライダーシリーズ』（2000年1月から）は山形テレビでは別日に時差ネットされていた。
- 土曜 7:30 - 8:00（2009年4月4日 - ）
  - 日曜8時台時代と同じく、テレビ朝日系列の特番の編成（過去には全米オープンゴルフ・全米女子オープンゴルフも該当）と重なる場合は、午後に繰り下げて放送される場合がある。
  - 2010年6月19日放送分は、テレ朝スポーツ中継（全米オープンゴルフ・FIFAワールドカップハイライト）放送のため、翌日の6月20日の日曜 16:30 - 17:00に振替放送された。また2011年1月1日放送分は、テレ朝新春特別番組編成のため、同じく翌日の1月2日の日曜 7:30 - 8:00に振替放送された。
  - 同年3月12日放送分は東北地方太平洋沖地震（東日本大震災）関連報道特別番組放送のため放送中止となり、翌週3月19日に繰り下げ放送された[1]。同年7月30日放送分は、世界水泳ハイライト番組放送のため休止した。さらに2012年6月16日には2010年6月19日と同じく、全米オープンゴルフ中継のために13:30 - 14:00に変更した。
  - 2016年4月16日放送分は同日未明に発生した平成28年熊本地震関連報道特別番組放送のため放送中止となり、翌週4月23日に繰り下げ放送された。

## 備考
- スタート当時の番組テーマ曲は、山形テレビと同じ山新グループ（当時）で、縁が深かった山形交響楽団（山響）の演奏による曲が使われていた。
- フジテレビ系列時代には、正月3が日のいずれかに、1時間スペシャルとして『新春 提言の広場』を放送したことがあった。テレビ朝日系列へのネットチェンジ後は正月3が日でも通常の30分番組として放送している（2014年12月現在）。
- また、2023年放送の回から山形テレビの公式YouTubeチャンネルにて配信されている。